# Гусейнов Бадаві Русланович
Бадаві Гусейнов (азерб. Badavi Hüseynov, рос. Бадави Русланович Гусейнов нар. 11 липня 1991, Каспійськ) — азербайджанський та російський футболіст, захисник клубу «Карабах» та національної збірної Азербайджану.

## Клубна кар'єра
Бадаві Гусейнов — вихованець дагестанського футболу. З 2007 року виступав за каспійський «Дагдизель», в яком упровів три сезони, взявши участь у 49 матчах чемпіонату.
Наприкінці серпня 2010 року був заявлений за молодіжну команду «Анжі», в складі якої в дебютний сезон провів 11 матчів. В сезоні 2011/12 років був основним гравцем молодіжки «Анжи», провів 21 матч і лише одного разу був замінений. Незважаючи на те, що Гусейнов був капітаном молодіжної команди, «Анжі» віддав його в оренду азербайджанському клубу «Сумгаїт» до кінця сезону 2011/12. 
Влітку 2012 року, повернувшись до «Анжі», Гусейнов зіграв ще 5 матчів у молодіжному чемпіонаті, проте 31 серпня 2012 року перебрався в агдамський «Карабах». Відтоді встиг відіграти за команду з Агдама 49 матчів в національному чемпіонаті і в сезоні 2013-14 виграв перше в своїй кар'єрі національне чемпіонство..

## Виступи за збірну
18 серпня 2011 року разом зі своїм одноклубником Михайлом Зайцевим отримав запрошення на навчально-тренувальні збори молодіжної збірної Азербайджану в німецькому Франкфурті-на-Майні, які пройшли з 22 по 29 серпня. За молодіжну збірну дебютував в відбірковому матчі до чемпіонату Європи серед молодіжних команд 2013, відігравши весь матч проти молодіжної збірної Англії. 
У лютому 2012 року був викликаний в національну збірну країни, був включений в заявку команди на матч проти Сінгапуру, який проходив в ОАЕ, однак на поле так і не вийшов. Дебютував за збірну 29 лютого в матчі з Палестиною.
Наразі провів у формі головної команди країни 15 матчів.

## Титули і досягнення
- Чемпіон Азербайджану (11):

«Карабах»: 2013-14, 2014-15, 2015-16, 2016-17, 2017-18, 2018-19, 2019-20, 2021-22, 2022-23, 2023-24, 2024-25
- Володар Кубка Азербайджану (4):

«Карабах»: 2014-15, 2015-16, 2016-17, 2021-22, 2023-24